# 维拉普鲁
维拉普鲁是巴西戈亚斯州的一个市镇。总面积1153.472平方公里，总人口3087人，人口密度2.7人/平方公里。